# Distocambarus devexus
Distocambarus devexus là một loài tôm sông trong họ Cambaridae.